# Juhan Peegel

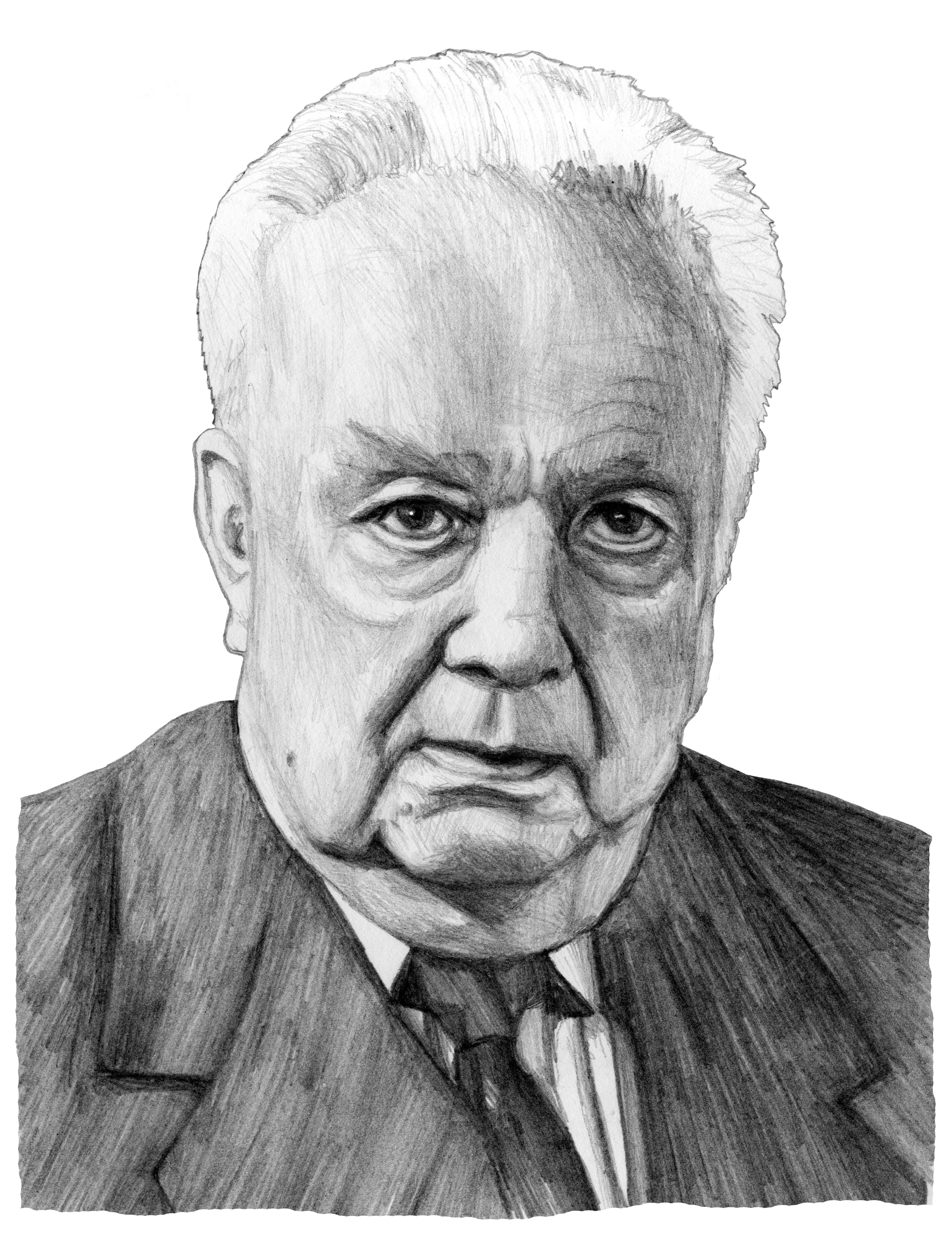
Juhan Peegel

Juhan Peegel (19 de maio de 1919 em Reina, condado de Saare, Estónia - 6 de novembro de 2007) foi um jornalista, linguista e escritor estoniano.
De 1941 a 1945, ele serviu como militar na Estónia.
Em 1951, ele formou-se na Universidade de Tartu.
De 1947 a 1952 ele trabalhou na redação do jornal Edasi, ano em que começou a lecionar na Universidade de Tartu. Em 1977, ele tornou-se membro da Academia de Ciências da Estónia.

## Prémios
- Prémio de idioma Wiedemann de 1996[1]
- Prémio de ciências da República da Estónia em 1993 e 1998[1]
- Prémio Trabalho de uma Vida em Ciências da República da Estónia em 1999[1]